# Тихомиров Сергій Семенович
Сергій Семенович Тихомиров (25 вересня 1910, селище Тасіно, тепер Гусь-Хрустального району Владимирської області, Російська Федерація — 26 жовтня 1964, місто Москва, тепер Російська Федерація) — радянський державний діяч, заступник голови виконавчого комітету Московської міської ради депутатів трудящих. Депутат Верховної ради РРФСР 5-го скликання. Кандидат технічних наук.

## Життєпис
Народився в родині робітника. З сімнадцятирічного віку працював слюсарем-водопровідником. У 1931 році закінчив Московський енергетичний технікум, після чого працював у трамвайному депо імені Кірова в Москві, де послідовно обіймав посади майстра, начальника цеху, механіка, головного інженера, заступника директора.
У 1934 році без відриву від виробництва закінчив Московський енергетичний інститут за спеціальністю інженер-електрик.
У 1935—1936 роках служив у Червоній армії.
Після демобілізації працював у системі Московського міського транспорту, де обіймав керівні посади начальника Управління трамвайно-тролейбусного транспорту та начальник Управління московського трамваю Московської ради.
Член ВКП(б) з 1938 року.
У 1951—1952 роках — завідувач відділу наукової та науково-технічної діяльності при виконавчому комітеті Московської міської ради депутатів трудящих.
З 1952 року — начальник Технічного управління виконавчого комітету Московської міської ради депутатів трудящих.
3 березня 1953 — 25 грудня 1962 року — заступник голови виконавчого комітету Московської міської ради депутатів трудящих, займався питаннями міського транспорту та благоустрою.
Одночасно в 1955 — 26 жовтня 1964 року — директор Академії комунального господарства імені К. Д. Памфілова в Москві.
З 1956 до 1960 року був головним редактором журналу «Міське господарство Москви», потім до 1963 року входив до складу редколегії журналу.
Помер 26 жовтня 1964 року в Москві. Похований на Новодівичому цвинтарі Москви.

## Нагороди та відзнаки
- орден Леніна (1947)
- два ордени Трудового Червоного Прапора (1944, 1957)
- медалі